# Neraudia melastomifolia
Neraudia melastomifolia är en nässelväxtart som beskrevs av Charles Gaudichaud-Beaupré.
Neraudia melastomifolia ingår i släktet Neraudia och familjen nässelväxter. IUCN kategoriserar arten globalt som sårbar. Inga underarter finns listade i Catalogue of Life.